# Nepterotaea obliviscata
Nepterotaea obliviscata är en fjärilsart som beskrevs av Barnes och Mcdunnough 1918. Nepterotaea obliviscata ingår i släktet Nepterotaea och familjen mätare. Inga underarter finns listade i Catalogue of Life.